# Galerie du Nouvel-Ontario
La Galerie du Nouvel-Ontario (GNO) est un centre d’artistes du Grand Sudbury fondé en 1995 par un collectif d'artistes.
La GNO est membre du Regroupement des organismes culturels de Sudbury (ROCS) et est un des sept organismes fondateurs et résidents de la Place des Arts du Grand Sudbury.

## Historique
Anciennement une partie du Centre des jeunes de Sudburyet maintenant le Carrefour francophone, la Galerie a tenue son assemblée de fondation le 16 septembre 1995, devenant ainsi un organisme à part entière. Danielle Tremblay, à l'époque coordonnatrice du centre d'artistes, est devenue sa directrice générale, poste qu'elle occupe toujours.

## Activités
Outre les résidences d'artistes qui composent sa programmation annuelle, la Galerie organise deux activités récurrentes. Le Nouveau Louvre est son activité de collecte de fonds annuelle. Cette exposition, se déroulant depuis 1995, est composée d'œuvres soumises par des membres de la communauté. Celles-ci son ensuite vendues, la Galerie et l'artiste se partageant les revenus,.
Depuis 2008, la Galerie organise la Foire d'art alternatif de Sudbury (FAAS), un festival biennal invitant les artistes visuels et de performance du Canada et d'ailleurs à réaliser des œuvres in situ dans un espace inusité. En date de février 2023, la plus récente édition, la sixième, s'est déroulée en octobre 2018 à l'École Saint-Louis-de-Gonzague. Celle-ci a rassemblé une quarantaine d'artistes pour créer des œuvres et des performances autour du thème du territoire, en plus d'une série de conférences et de discussions publiques.

## Prix et reconnaissances
2012 : Prix d'excellence de l'Artist-run Centers and Collectives of Ontario (ARCCO)